# Bart-Jan Baartmans

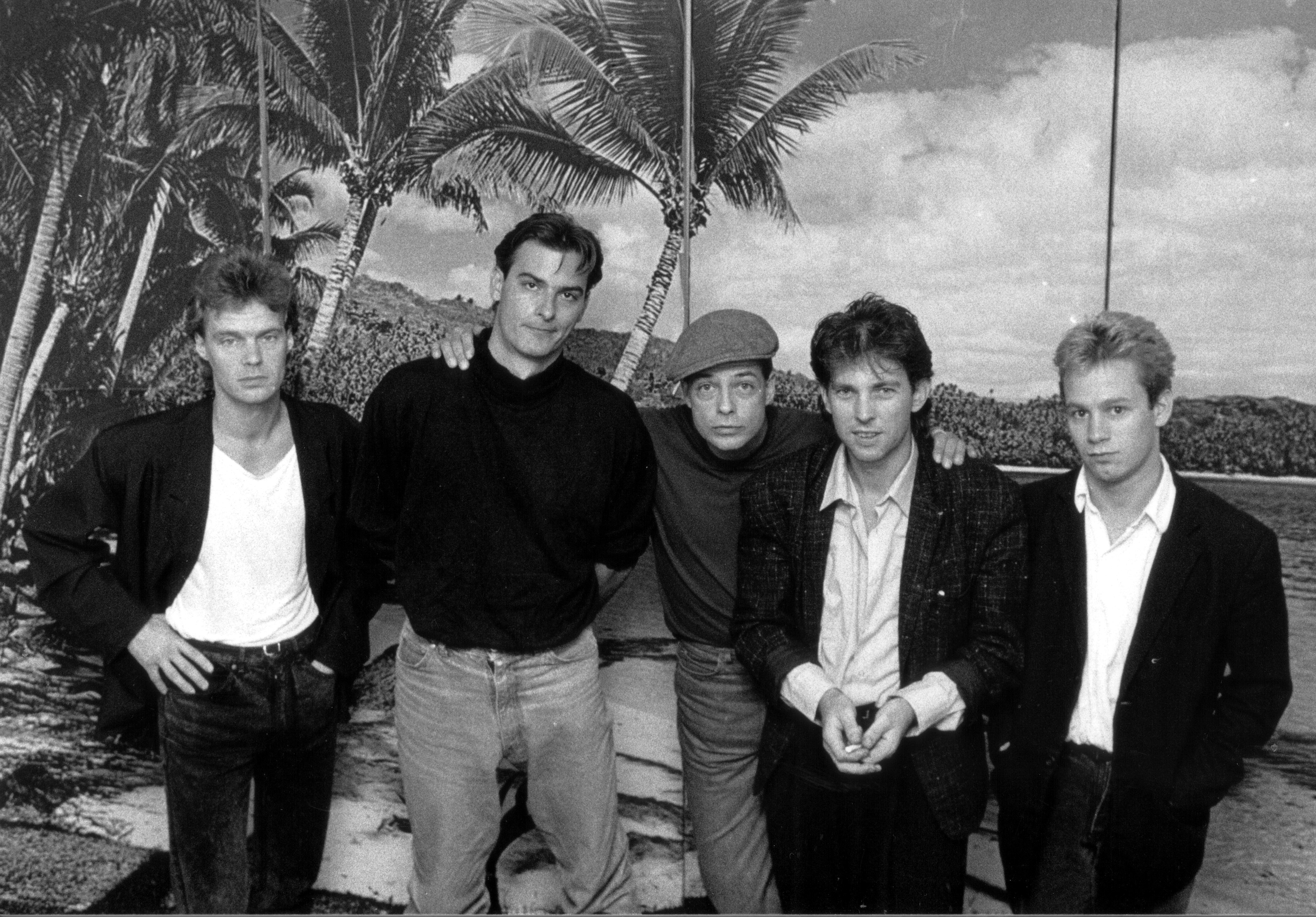
the Chainman, © foto Alfons Verreijt

Bart-Jan Baartmans (Boxmeer, 29 juli 1965) is een Nederlandse gitarist, zanger en componist, bekend als BJ Baartmans.
Baartmans heeft jarenlang songs geschreven en opgenomen in het Engels. Met zijn band, BJ's Pawnshop, maakte hij muziek die Americana wordt genoemd met invloeden uit blues, folk en country. Tegenwoordig maakt hij Nederlandstalige blues en folkmuziek. Baartmans heeft als gitarist en producer met veel artiesten samengewerkt, op het podium en in de studio.

## Biografie
Baartmans behaalde in 1982 zijn havodiploma op het Elzendaalcollege te Boxmeer. Van 1980 tot 1986 speelde hij gitaar en was actief als tekstschrijver in "Square Objects" (new wave) en de "Tuney Tunes" (rockabilly). Van 1990 tot 1995 maakte hij deel uit van de groepen "The Chain Men", "No Strings Attached" en de "Bengels" (nederpop). Daarnaast speelde hij gitaar als sideman bij onder meer Clemens van de Ven, Philip Kroonenberg, Nancy Works on Payday en Arthur Ebeling. Voornamelijk artiesten die in de americana en rootsmuziek actief zijn. 
Van 1995 tot 2000 schreef Baartmans songs voor "Bengels" met Nederlandstalige rootsrock en vormde hij samen met gitarist Eric de Vries het singer-songwriterduo Baartmans & De Vries. Daarmee deed hij echter weer Engelstalig werk. In 1998 verscheen zijn eerste soloplaat, The Pawnshop Guitar Chase, waarop hij voor het eerst zingt en zo goed als alle instrumenten bespeelt. 
Na het uitkomen van het tweede album onder eigen naam, No Soap, richtte hij samen met De Vries een band op onder de naam BJ's Pawnshop. De groep bestond, naast De Vries en Baartmans, uit Stephan van der Meijden (drummer), Gerard van Beuningen (bassist) en Bartel Bartels (pianist). Baartmans' werk als songschrijver centraal hierin.
Tussen 2000 en 2005 trad BJ Baartmans veel op met BJ's Pawnshop. Daarnaast was hij meer en meer actief als producer en sessiemuzikant voor onder andere Shannon Lyon, JW Roy, Iain Matthews, Rod Picott, Brian Webb, Plainsong en Eugene Ruffolo. Met de laatste toerde BJ door Duitsland in 2003. Met de Canadese zangeres Billie Joyce deed BJ in 2004 en 2005 twee keer een lange tournee door Engeland en Ierland, als gitarist. Ook produceerde hij voor Inbetweens Records een album voor haar. In 2004 ging Baartmans met Eric de Vries voor een korte toer naar de USA. In Nederland werkte BJ met een aantal Limburgse artiesten zoals Peter Beeker, Ondiep en Arno Adams. Studiowerk nam een steeds grotere rol in in zijn carrière. Eerst samen met producer Léon Bartels vanuit Léon's Farm, een studio in het Noord Limburgse Boekend, daarna in z'n eentje vanuit BJ's huisstudio Wild Verband in Boxmeer (gestart in 2006). Met het singer songwriter collectief Songwriters United (Baartmans, de Vries, Louis van Empel en Eric van Dijsseldonk) maakte hij een album, Another Round With... genaamd en vervolgens een uitgebreide toer langs Nederlandse roots podia.
In 2005 stond hij 25 jaar op het podium en maakte een paar kenmerkende zetten in zijn carrière: terug naar de Nederlandse taal en verder zonder BJ's Pawnshop, maar weer meer naar voren tredend als solo singer songwriter.
Tussen 2005 en 2012 vormt Baartmans samen met toetsenist Mike Roelofs (Arno Adams, JW Roy, Mike Roelofs Quartet), drummer Sjoerd van Bommel (Bots, Frédérique Spigt) en bassist Gerco Aerts (Ellen ten Damme) een nieuwe band, eerst onder de naam "Trio Vuile Was", later als BJ's Wild Verband, waarmee hij Nederlandstalige blues en chansons speelt. Op de eerste twee langspelers in het Nederlands, Verpand en Verwant, is ook ex-Doe Maar gitarist Jan Hendriks te horen.
In 2006 wordt BJ vast bandlid bij André Manuel en De Ketterse Fanfare, met grillig poëtische nederblues, rock en folk. Daarnaast speelt hij in de vaste band van JW Roy, de Hartenjagers. Van beide bands verschijnen in de periode 2006 tot 2011 verschillende albums. Ondertussen blijven er Nederlandstalige albums onder eigen naam verschijnen, waarvan VOOR ACHTER in 2010 Baartmans' 30-jarig jubileum op het podium markeert. Een album waarop gastvocalisten als Beatrice van der Poel, Gerard van Maasakkers, Frank Lammers en Renee van Bavel liedjes van BJ een tweede leven inzingen. 
Vanaf 2010 speelt Baartmans o.a. vast in de nieuwe formatie van ex-Neet oét Lottum-zanger Frans Pollux, welke diens achternaam draagt. Ook maakt hij deel uit van de laatste versie van Iain Matthews' Southern Comfort. BJ doet meer en meer toertjes en productiewerk als sideman voor buitenlandse artiesten zoals Dustin Bental, Kendell Carson, Cara Luft, Amy Speace, Jenee Halstead, Oh Suzanna, Lynne Hanson, Jeff Finlin, Kyle Carey en David Corley.
Baartmans produceert in Studio Wild Verband albums, ep's en singles voor Nederlandse acts zoals Jos Hol, Laag Licht, Jos Kuijpers, Saranne Schümers, Loes Swinkels, Huub Janssen, Eric Devries, David Savage, Dirk Wim in't Hof. Ook doet hij als producer en mede initiatiefnemer een groot project voor Natuurmonumenten, waaraan o.a. Ricky Koole, Roosbeef, Eric van Dijsseldonk, Ad van Meurs en Jeroen van Merwijk meewerken.
In 2014 verschijnt op het Continental Record Services label het zo goed als akoestische folk en blues album Huis, geproduceerd door vriend en collega gitarist songschrijver Wouter Planteijdt. BJ doet een uitgebreide reeks solo (huis) concerten om het album onder de mensen te brengen en doet ondertussen veel inspiratie op voor het in 2015 verschijnende album Later. Dit album neemt hij op met drummer Sjoerd van Bommel en organist Mike Roelofs onder de naam BJ's Wild Verband. Opvallende zet is dat het album in twee talen wordt opgenomen en ook verkrijgbaar is, in het Nederlands en Engels. Een flinke reeks optredens staat geboekt voor de zomer en het najaar van 2015, onder meer in Italië en Ierland.
2016 markeert een nieuwe stap in BJ Baartmans' werk als componist. Voor de albums Ins Blaue Hinein en Outward and Return die hij kort na elkaar maakt met Mike Roelofs schrijft hij een groot deel van de muziek die instrumentaal blijft. Invloeden uit de jazz en wereldmuziek klinken door, naast sounds die een directe lijn naar soul en blues hebben. Met het daarop volgende project The Space Age Travellers, een trio met bassist Gerco Aerts en drummer Sjoerd van Bommel, komt daar nog een belangrijk element bij: de surf en rock & roll van de jaren vijftig en zestig. BJ maakt tussen 2016 en 2019 drie gitaarcursussen voor het Amerikaanse bedrijf True Fire, toonaangevend op dit vlak. Het schrijven van muziek voor deze cursussen die relateert aan de hoogtijdagen van de instrumentale gitaarpop en -rock inspireert tot het oprichten van The Space Age Travellers en vanaf dit moment staat het trio  regelmatig op de podia. Het opent ook een deur naar het verzorgen van soundtrack muziek voor film en tv documentaires zoals Ze Zien Los (KRO/NCRV 2020), Zuipkeet (BNN Vara 2021) en podcast De Laatste Dans (Frans Pollux 2021).
Tussen 2016 en 2023 werkt BJ niet alleen aan eigen werk maar vooral aan een lange reeks albums van andere acts die in Studio Wild Verband in Boxmeer onder zijn productionele leiding worden opgenomen. Onder meer met Jeff Finlin, Frans Pollux, Matthews Southern Comfort en The Matthews Baartmans Conspiracy (beiden met folkrock legende Iain Matthews), Jack Poels (de solo albums Blauwe Vear en II), Straf, The Jaydees, Theo Hoek Project, Rieany Plus, Marisa Yeaman, Pieter Nabbe, Juneville, Etan Huijs, Kurt Efting en Elly Kellner. In 2018 komt het album Verzamelaar uit op Continental Record Services, een verzameling Nederlandstalige liedjes die door BJ voor bijzonder projecten geschreven zijn en uit verschillende opnamesessies komen. BJ presenteert het album met een kort solotoertje in het zogenaamde 'Luisterpodia' circuit. 
In 2024 verschijnt voor het eerst na 'Later' (2015) weer een BJ Baartmans album met allemaal nieuwe songs die er speciaal voor geschreven zijn. Tiel is Ghostwriter. Teksten in het Engels. BJ kijkt zowel tekstueel als muzikaal terug op diverse levensfases, zowel muzikaal als privé en geeft die een flinke zwiep de toekomst in. Begeleidingsband BJ's Wild Verband wordt weer uit de kast gehaald en er wordt veel werk gestopt in het op de kaart zetten van het album. De eerste reeks recensies is buitengewoon positief en geeft genoeg redenen om met dit materiaal op pad te kunnen gaan. Ghostwriter laat een mix van Americana, rock, country en soul horen in compacte popsongs.
BJ is in dezelfde periode als vast bandlid op allerlei snaarinstrumenten actief bij Hidden Agenda Deluxe, Pollux, Rieany Plus en Matthews Southern Comfort en hij doet tournees met oa Carter Sampson (in Ierland, Engeland), Suzie Ungerleider (voorheen Oh Susanna in Engeland), Iain Matthews (in Engeland, Duitsland, Japan), Jack Poels en Frans Pollux. Vanaf 2024 zal hij weer veelvuldig op het podium staan met een nieuwe lineup van BJ's Wild Verband, met Eric van Dijsseldonk (gitaar), Sjoerd van Bommel (drums), Gerco Aerts of Tom Baartmans (bas).

## Albums
- The Pawnshop Guitar Chase (1998)
- No Soap (1999)
- At Second Hand (2000)
- F-Hole Acoustics (2001)
- Red Light Tracks (2003)
- Where Lovers Go (2004)
- Verpand (2006)
- Verwant (2007)
- Wild Verband (2009)
- Voor Achter (dubbel-cd) (2010)
- Huis (2014)
- Later (2015)
- Ins Blaue Hinein (instrumentaal duo album met Mike Roelofs, 2016)
- Outward & Return (instrumentaal duo album met Mike Roelofs, 2017)
- Adventures in The Shadows (instrumentaal album met The Space Age Travellers, 2018)
- Spaceology (instrumentaal album met The Space Age Travellers, 2021)
- Satellite Shuffle (instrumentaal album met The Space Age Travellers, 2022)
- Verzamelaar (2018)
- Ghostwriter (2024)
- A Pawnshop Love Affair (2025)